# Europameisterschaften im Vielseitigkeitsreiten 2011

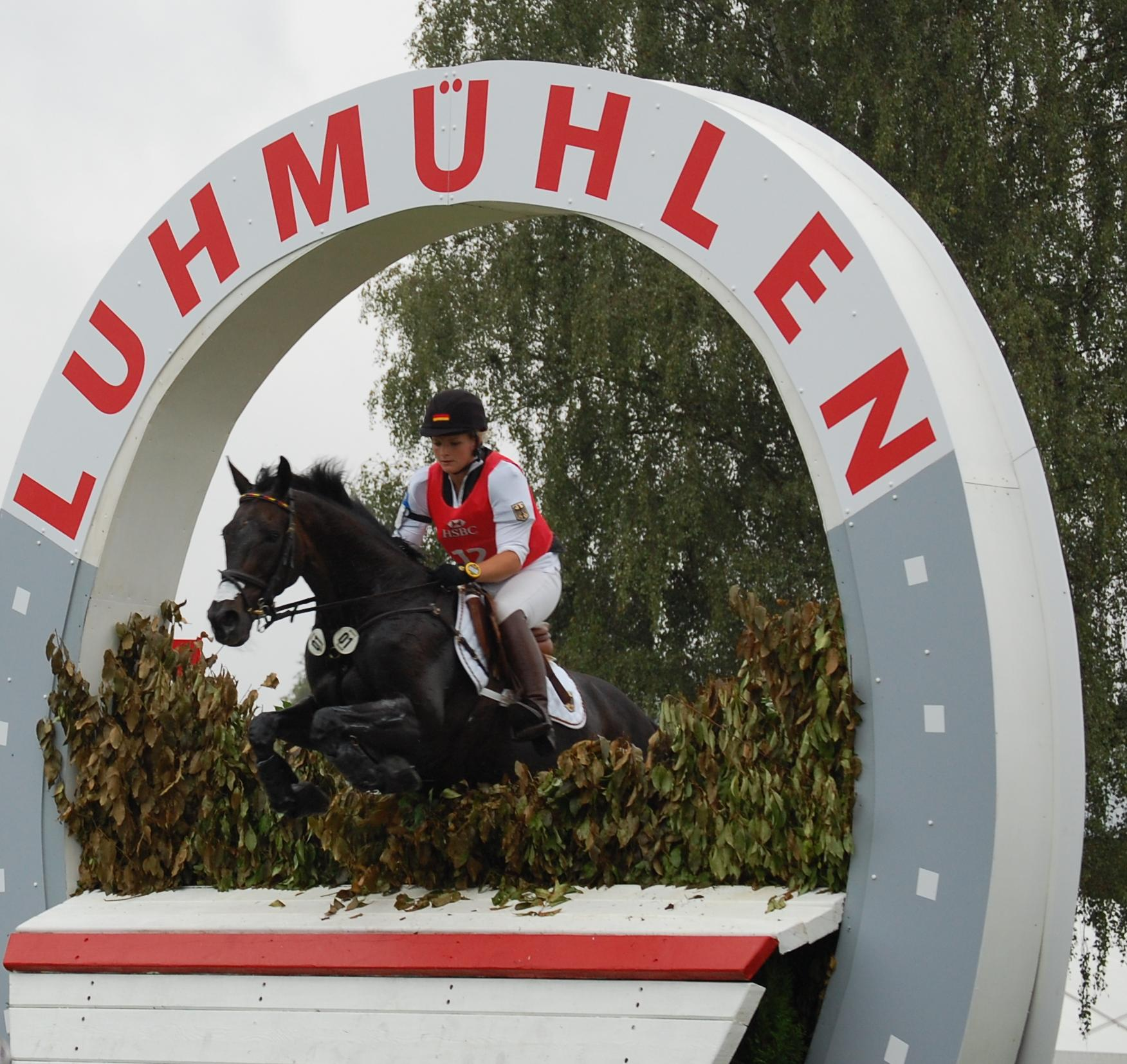
Europameisterschaften der Vielseitigkeitsreiter in Luhmühlen

Die Europameisterschaften im Vielseitigkeitsreiten 2011 fanden vom 25. August bis 28. August 2011 im Salzhausener Ortsteil Luhmühlen statt.
Es handelte sich hierbei um die 30. Europameisterschaft im Vielseitigkeitsreiten.

## Organisation

### Vorbereitung
Bei der FEI-Generalversammlung 2008 in Buenos Aires wurde beschlossen, die Europameisterschaften im Vielseitigkeitsreiten des Jahres 2011 an Deutschland zu vergeben. Luhmühlen, bereits Austragungsort der Europameisterschaft in den Jahren 1975, 1979, 1987 und 1999, hatte sich als Austragungsort beworben.

### Durchführung, Austragungsort, Medien
Die Europameisterschaften wurden am späten Nachmittag des 24. August 2011 (Mittwoch) eröffnet. Motto der Eröffnungszeremonie war „Ritte des Jahrhunderts“. An diesem Tag erfolgte auch die erste Verfassungsprüfung für die teilnehmenden Pferde.
Die Veranstaltung ging am Sonntag, den 28. August 2011, nach 15:00 Uhr mit der Siegerehrung und Medaillenvergabe zu Ende.
Die Anlage der Luhmühlener Vielseitigkeit, auf der die Europameisterschaften 2011 durchgeführt werden, wurde in den Jahren 2010 und 2011 umfangreich umgebaut und zur internationalen Vier-Sterne-Vielseitigkeit im Juni 2011 wiedereröffnet.
Im deutschsprachigen Fernsehen führte an den letzten beiden Tagen des Turniers Übertragungen durch. Hierbei zeigte das ZDF am Samstag eine halbstündige Zusammenfassung des Turniertages, die ARD übertrug das Finale der Springprüfung am Sonntag im Umfang von etwa einer Stunde. Eurosport zeigte das Turnier in einer einstündigen Zusammenfassung am 14. September. Daneben übertrug die FEI das Turnier am Turnier-Samstag und Sonntag kostenpflichtig.
Der Hauptsponsor der Europameisterschaften war HSBC. Schirmherrin der Veranstaltung war Bundesministerin Ursula von der Leyen.

## Wettbewerbe

### Allgemeines
Unverändert seit den ersten Europameisterschaften (mit Ausnahme der Europameisterschaften 1997) gibt es bei den Vielseitigkeits-Europameisterschaften zwei Wertungen – für Mannschafts- und Einzelwertung – die jeweils nach Abschluss der Teilprüfungen vergeben werden.
Seit 2005 wird die Europameisterschaft als Langprüfung nach neuem Format – Dressur, Gelände, Springen – auf CCI 3*-Niveau ausgetragen.
Es traten elf Mannschaften sowie weitere Einzelreiter zum Wettbewerb an, das Teilnehmerfeld umfasste damit 70 Reiter. Die teilnehmenden Nationen durften jeweils vier Mannschaftsreiter und zwei Einzelreiter mit jeweils einem Pferd zu den Europameisterschaften entsenden. Deutschland als gastgebende Nation durfte acht Einzelreiter neben den Teamreitern an den Start bringen.

### Zeitplan
Den Auftakt zum sportlichen Programm bildete die Dressurprüfung, die am Donnerstag und Freitag durchgeführt wurde. Vor den regulären Teilnehmern startete in der Dressur Anna Siemer (gebürtige Junkmann) mit Charlott als Testreiterin außerhalb der Wertung („Guinea Pig“).
Die zweite Teilprüfung ist die Geländestrecke, Kernstück der Vielseitigkeit. Diese wurde am Samstag durchgeführt. Am Folgetag stand die Springprüfung als letzte Teilprüfung an. Die Prüfungen dauerten jeweils vom Vormittag bis zum Nachmittag.

## Ergebnisse

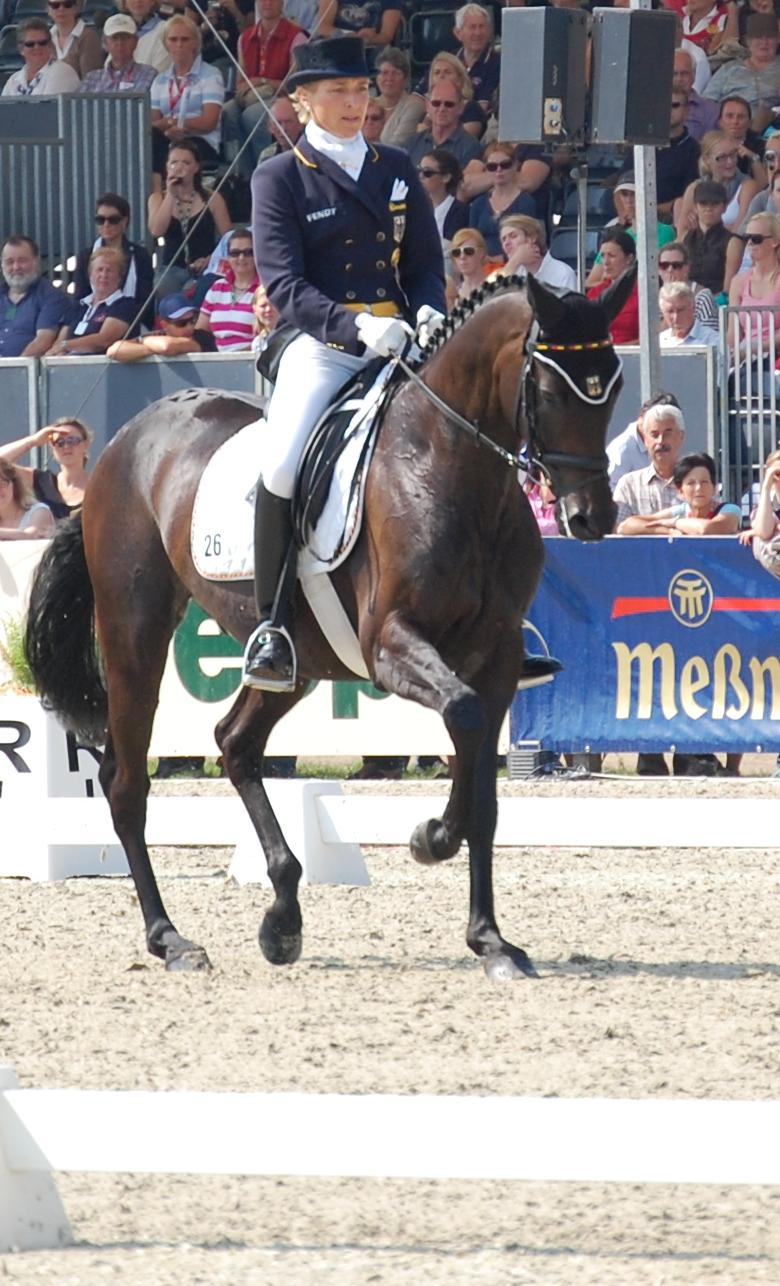
Erfolgreichstes Paar der Dressurprüfung: Ingrid Klimke und FRH Butts Abraxxas

### Zwischenergebnis nach der Dressur
In der Dressurteilprüfung setzte sich Deutschland an die Spitze der Mannschaftswertung. Mit durchgängig starken Einzelleistungen errang die Mannschaft ein Dressurergebnis von 98,70 Minuspunkten und damit das wohl beste Dressur-Teamergebnis in der Geschichte des Vielseitigkeitsreitsports überhaupt.
Einen wichtigen Beitrag zu diesem Ergebnis leistete Ingrid Klimke mit FRH Butts Abraxxas. Mit einem Ergebnis von 80,00 % (umgerechnet 30,00 Minuspunkte) erreichte Klimke ihn beste Vielseitigkeits-Dressur ihrer bisherigen Karriere und setzte sich damit an die Spitze der Einzelwertung nach der Dressur.

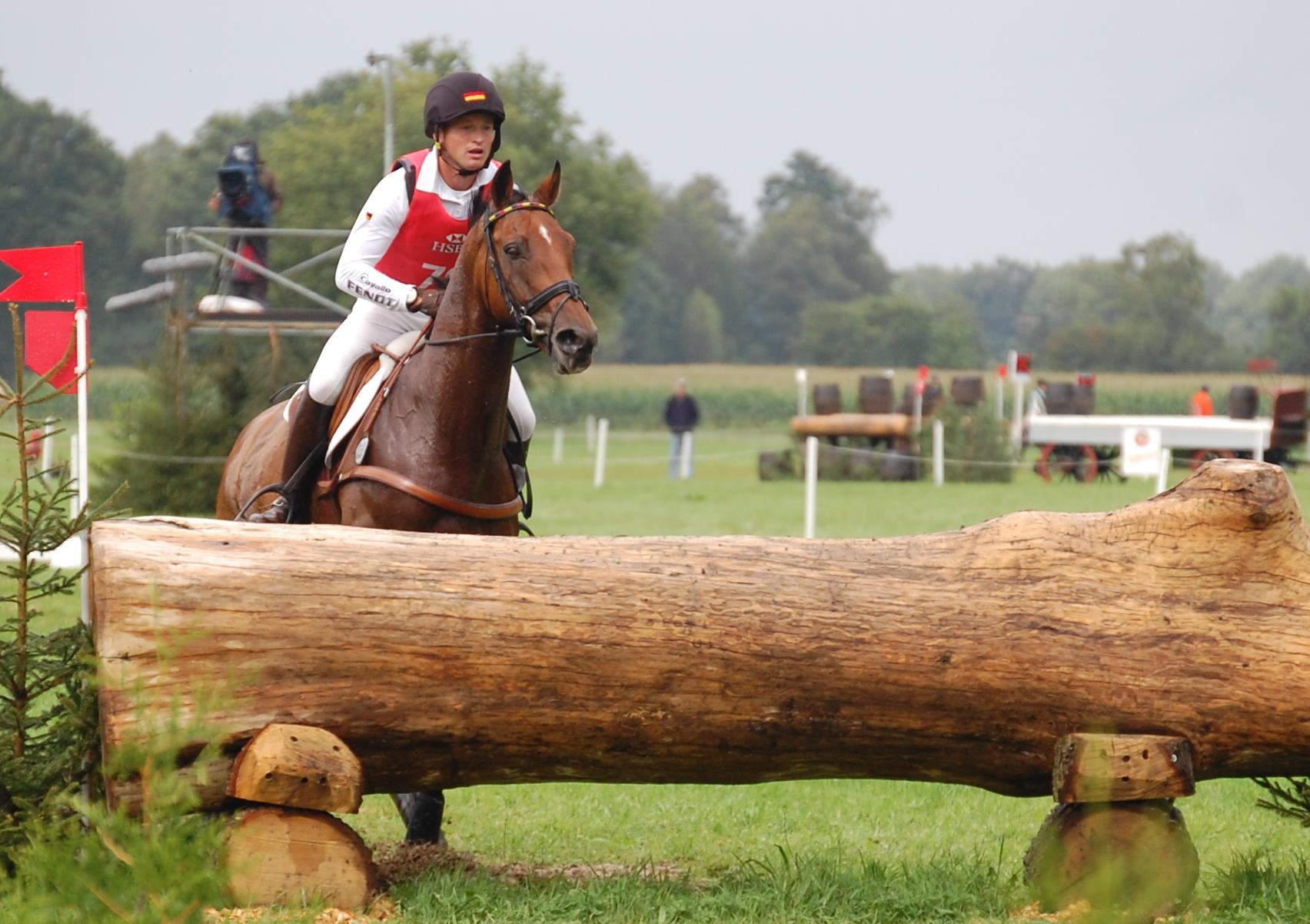
Ohne Fehler – auch über das vorletzte Hindernis: Michael Jung und Sam FBW halten den zweiten Rang in der Einzelwertung

Einzelwertung:
| Rang | Reiter          | Pferd              | Minuspunkte (Prozent) |
| ---- | --------------- | ------------------ | --------------------- |
| 1    | Ingrid Klimke   | FRH Butts Abraxxas | 30,00 (80,00 %)       |
| 2    | Michael Jung    | Sam FBW            | 33,30 (77,82 %)       |
| 3    | Frank Ostholt   | Little Paint       | 34,00 (77,31 %)       |
| 4    | Sandra Auffarth | Opgun Louvo        | 35,40 (76,41 %)       |
| 4    | Laura Collett   | Rayef              | 35,40 (76,41 %)       |

Mannschaftswertung:
| Platz | Land           | Reiter und Pferde | Minuspunkte                      |
| ----- | -------------- | --- | -------------------------------- |
| 1     | Deutschland    | Ingrid Klimke FRH Butts Abraxxas Michael Jung Sam FBW Sandra Auffarth Opgun Louvo Andreas Dibowski FRH Fantasia             | 98,70 30,00 33,30 35,40 (43,80)  |
| 2     | Großbritannien | Mary King Imperial Cavalier Piggy French Jakata William Fox-Pitt Cool Mountain Nicola Wilson Opposition Buzz                | 121,90 38,80 40,40 42,70 (52,70) |
| 3     | Italien        | Stefano Brecciaroli Apollo van de Wendi Kurt Hoeve Susanna Bordone Carrera Marco Biasia Tatchou Fabio Magni Southern King V | 128,30 35,80 42,70 49,80 (56,40) |

### Zwischenergebnis nach dem Gelände
Der Geländetag der Europameisterschaften zeigte sich regnerisch, was sich auch auf die Bodenverhältnisse auswirkt. Dennoch zeigte sich der von Mark Phillips erbaute Kurs als anspruchsvolle, jedoch lösbare Aufgabe: zwei Reiter geben im Gelände auf, elf Reiter schieden im Gelände aus. Die belgische Mannschaft stellt mit nur noch zwei Reitern kein vollständiges Team mehr.
Zwei Jahre zuvor (bei den Europameisterschaften in Fontainebleau) hatten noch sechs Reiter im Gelände aufgegeben, 14 Reiter schieden am Geländetag aus, die Hälfte der teilnehmenden acht Mannschaften bestand nach dem Gelände aus weniger als drei Reitern.
Nach dem Geländetag der Vielseitigkeits-Europameisterschaften 2011 befindet sich Deutschland – trotz des Sturzes von Teamreiter Andreas Dibowski – punktemäßig fast unverändert in Führung. In der Einzelwertung gab es unter den zwei besten Reitern der Dressur keine Platzierungsänderungen.

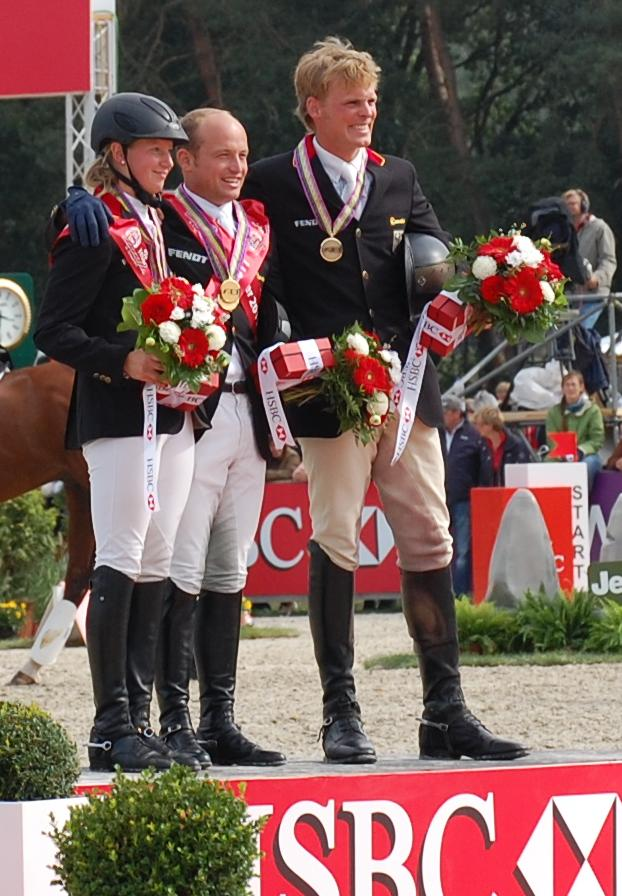
Medaillenübergabe der Einzelwertung

Einzelwertung:
| Rang | Reiter                 | Pferd              | Minuspunkte | Minuspunkte | Minuspunkte      |
| Rang | Reiter                 | Pferd              | Dressur     | Gelände     | Zwischenergebnis |
| ---- | ---------------------- | ------------------ | ----------- | ----------- | ---------------- |
| 1    | Ingrid Klimke          | FRH Butts Abraxxas | 30,00       | 0,00        | 30,00            |
| 2    | Michael Jung           | Sam FBW            | 33,30       | 0,00        | 33,30            |
| 3    | Sara Algotsson-Ostholt | Wega               | 36,00       | 0,00        | 36,00            |
| 4    | Sandra Auffarth        | Opgun Louvo        | 35,40       | 1,60        | 37,00            |
| 5    | Frank Ostholt          | Little Paint       | 34,00       | 6,00        | 40,00            |

Mannschaftswertung:
| Platz | Land           | Reiter und Pferde | Minuspunkte             | Minuspunkte                  | Minuspunkte                              |
| Platz | Land           | Reiter und Pferde | Dressur                 | Gelände                      | Zwischenergebnis                         |
| ----- | -------------- | --- | ----------------------- | ---------------------------- | ---------------------------------------- |
| 1     | Deutschland    | Ingrid Klimke FRH Butts Abraxxas Michael Jung Sam FBW Sandra Auffarth Opgun Louvo Andreas Dibowski FRH Fantasia                                   | 30,00 33,30 35,40 43,80 | 0,00 1,60 ausgeschieden      | 100,30 30,00 33,30 37,00 (ausgeschieden) |
| 2     | Großbritannien | Mary King Imperial Cavalier Piggy French Jakata William Fox-Pitt Cool Mountain Nicola Wilson Opposition Buzz                                      | 38,80 40,40 42,70 52,70 | ausgeschieden 6,80 0,00      | 142,60 (ausgeschieden) 47,20 42,70 52,70 |
| 3     | Frankreich     | Donatien Schauly Ocarina du Chanois Nicolas Touzaint Neptune de Sartene Stanislas de Zuchowicz Quirinal de la Bastide Pascal Leroy Minos de Petra | 45,60 37,90 55,60 53,10 | 0,00 9,20 2,80 ausgeschieden | 151,10 45,60 47,10 58,40 (ausgeschieden) |

### Endergebnis
Nach der Abschluss der Geländeprüfung wurde am Morgen des Sonntag die zweite Verfassungsprüfung durchgeführt. Hierbei wurden die Pferde eines spanischen und eines polnischen Mannschaftsreites als "not fit to compete" vom weiteren Wettbewerb ausgeschlossen. Damit bestand nun auch das polnische Team aus weniger als drei Reitern.
Die Springprüfung am Schlusstag führte noch einmal deutliche Veränderungen in den Rangierungen, die deutsche Dominanz hielt jedoch an. Die ersten beiden Mannschaftsreiter, Sandra Auffarth und Michael Jung erritten mit ihren Pferden jeweils eine fehlerfreie Runde. Als letzte Reiterin ging die bis dahin führende Ingrid Klimke in den Springparcours. Bereits wissend, das die Springprüfung jeweils den Schwachpunkt in den Turnierauftritten von Abraxxas darstellt, kam es zu sechs Hindernisabwürfen. Dies kommentierte Klimke, auf Platz elf der Endwertung abgerutscht, mit den Worten:

„Sechs um - so schlecht ist er noch nie gesprungen.“

Hiervon profitierte Michael Jung, der durch die gesamte Prüfung hindurch sein Einzelergebnis halten konnte und damit Einzelgold gewann. Er steht damit als Dritter in einer Reihe mit Virginia Holgate-Leng und Zara Phillips – als zeitgleich amtierender Einzel-Welt- und Europameister. Die deutsche Mannschaft behielt aufgrund der umfangreichen Führung nach dem Gelände trotz der Abwürfe die Führung und gewann Mannschaftsgold.
Die Plätze zwei und drei in der Einzelwertung gingen ebenfalls an zwei deutsche Reiter: Sandra Auffarth gewann bei ihrem ersten Championat nach der Junge Reiter-Zeit Einzelsiber. Bronze gewann Frank Ostholt, der damit von einer Verweigerung des Pferdes seiner Ehefrau Sara Algotsson-Ostholt profitierte. Diese rutschte damit auf den zwölften Rang ab.
Die Reiter der britischen Mannschaft hatten jeweils einem Hindernisabwurf und verloren damit den zweiten Mannschaftsrang. Diesen nahm Frankreich ein, nachdem alle Mannschaftsreiter ohne Fehler in der Springprüfung blieben.

#### Einzelwertung
| Rang | Reiter              | Pferd                          | Minuspunkte | Minuspunkte   | Minuspunkte | Minuspunkte |
| Rang | Reiter              | Pferd                          | Dressur     | Gelände       | Springen    | Gesamt      |
| ---- | ------------------- | ------------------------------ | ----------- | ------------- | ----------- | ----------- |
| 1    | Michael Jung        | Sam FBW                        | 33,30       | 0,00          | 0,00        | 33,30       |
| 2    | Sandra Auffarth     | Opgun Louvo                    | 35,40       | 1,60          | 0,00        | 37,00       |
| 3    | Frank Ostholt       | Little Paint                   | 34,00       | 6,00          | 0,00        | 40,00       |
| 4    | Dirk Schrade        | King Artus                     | 36,70       | 6,00          | 0,00        | 42,70       |
| 5    | Stefano Brecciaroli | Apollo van de Wendi Kurt Hoeve | 35,80       | 9,20          | 0,00        | 45,00       |
| 6    | Donatien Schauly    | Ocarina du Chanois             | 45,60       | 0,00          | 0,00        | 45,60       |
| 7    | William Fox-Pitt    | Cool Mountain                  | 42,70       | 0,00          | 4,00        | 46,70       |
| 8    | Nicolas Touzaint    | Neptune de Sartene             | 37,90       | 9,20          | 0,00        | 47,10       |
|      | ...                 |                                |             |               |             |             |
| 11   | Ingrid Klimke       | FRH Butts Abraxxas             | 30,00       | 0,00          | 24,00       | 54,00       |
|      | ...                 |                                |             |               |             |             |
| 13   | Benjamin Winter     | Wild Thing Z                   | 50,60       | 0,00          | 4,00        | 54,60       |
| 15   | Peter Thomsen       | Barny                          | 50,60       | 6,00          | 0,00        | 56,60       |
|      | ...                 |                                |             |               |             |             |
| 19   | Julia Mestern       | FRH Schorsch                   | 40,60       | 20,80         | 0,00        | 61,40       |
| 20   | Kai-Steffen Meier   | TSF Karascada M                | 56,90       | 5,20          | 2,00        | 64,10       |
|      | ...                 |                                |             |               |             |             |
| 41   | Jacopo Buss         | Galant de Chevrel              | 56,30       | 26,00         | 16,00       | 98,30       |
| 42   | Sébastien Poirier   | Tarango de Lully CH            | 56,10       | 39,20         | 4,00        | 99,30       |
|      | ...                 |                                |             |               |             |             |
| 51   | Doris Weidmann      | Hector Molfront                | 56,15       | 90,80         | 19,00       | 175,60      |
| -    | Julia Krajewski     | After the Battle               | 44,40       | aufgegeben    |             |             |
| -    | Tamara Acklin       | Belle Mykena CH                | 64,00       | aufgegeben    |             |             |
| -    | Andreas Ostholt     | Franco Jeas                    | 42,50       | ausgeschieden |             |             |
| -    | Andreas Dibowski    | FRH Fantasia                   | 43,80       | ausgeschieden |             |             |

#### Mannschaftswertung

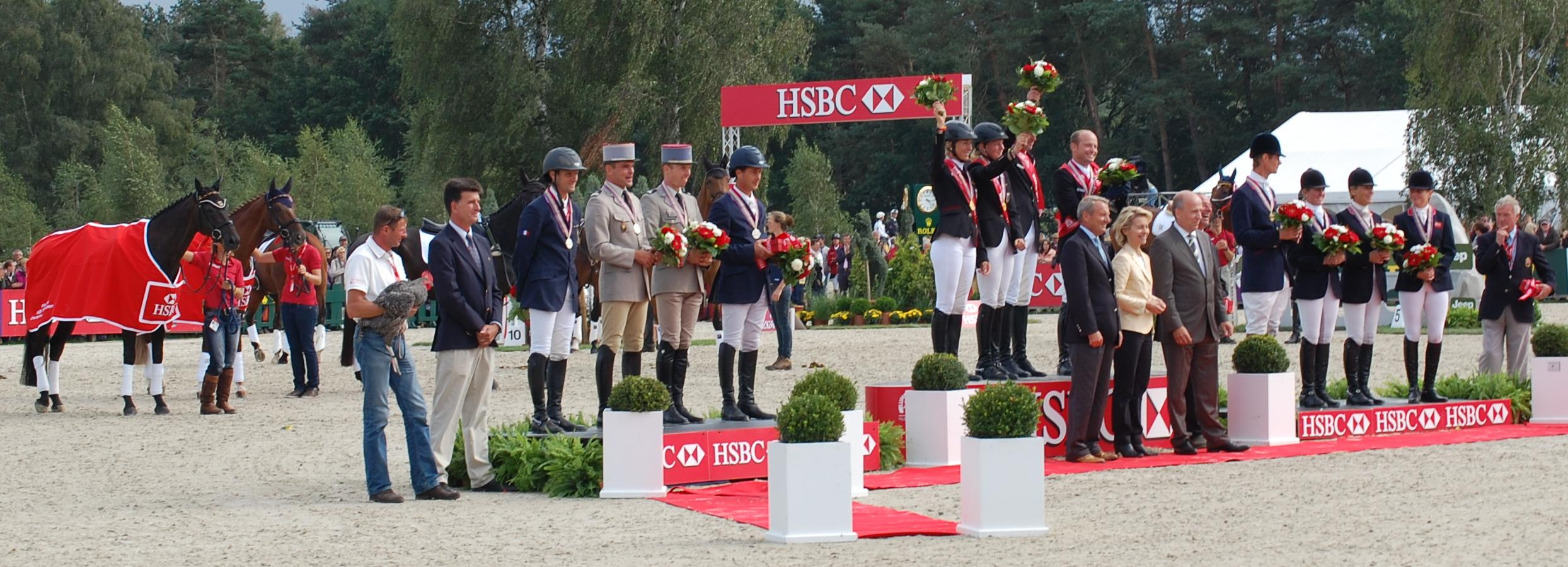
Medaillenübergabe der Mannschaften

| Platz | Land           | Reiter und Pferde | Minuspunkte             | Minuspunkte                     | Minuspunkte                     | Minuspunkte                               |
| Platz | Land           | Reiter und Pferde | Dressur                 | Gelände                         | Springen                        | Gesamt                                    |
| ----- | -------------- | --- | ----------------------- | ------------------------------- | ------------------------------- | ----------------------------------------- |
| 1     | Deutschland    | Ingrid Klimke FRH Butts Abraxxas Michael Jung Sam FBW Sandra Auffarth Opgun Louvo Andreas Dibowski FRH Fantasia                                   | 30,00 33,30 35,40 43,80 | 0,00 1,60 ausgeschieden         | 24,00 0,00                      | 124,30 54,00 33,30 37,00 (ausgeschieden)  |
| 2     | Frankreich     | Donatien Schauly Ocarina du Chanois Nicolas Touzaint Neptune de Sartene Stanislas de Zuchowicz Quirinal de la Bastide Pascal Leroy Minos de Petra | 45,60 37,90 55,60 53,10 | 0,00 9,20 2,80 ausgeschieden    | 0,00                            | 151,10 45,60 47,10 58,40 (ausgeschieden)  |
| 3     | Großbritannien | Mary King Imperial Cavalier Piggy French Jakata William Fox-Pitt Cool Mountain Nicola Wilson Opposition Buzz                                      | 38,80 40,40 42,70 52,70 | ausgeschieden 6,80 0,00         | 4,00                            | 154,60 (ausgeschieden) 51,20 46,70 56,70  |
| 4     | Schweden       | Sara Algotsson-Ostholt Wega Malin Petersen Piccadilly Z Dag Albert Mitras Eminen Niklas Jonsson First Lady                                        | 36,00 52,30 61,70 40,40 | 0,00 10,80 12,40 100,00         | 18,00 8,00 0,00 nicht gestartet | 199,20 54,00 71,10 74,10 (aufgegeben)     |
| 5     | Irland         | Joseph Murphy Electric Cruise Mark Kyle Coolio Sam Watson Bushman Jayne Doherty The Only One                                                      | 57,70 60,40 50,20 51,00 | 3,20 0,00 25,20 44,80           | 0,00 4,00 6,00 0,00             | 151,10 45,60 47,10 58,40 (ausgeschieden)  |
| :     |                | |                         |                                 |                                 |                                           |
| 9     | Schweiz        | Jacopo Buss Galant de Chevrel Sébastien Poirier Tarango de Lully CH Doris Weidmann Hector Molfront Eveline Bodenmüller Jiva de la Brasserie CH    | 56,30 56,10 65,80 51,50 | 26,00 39,20 90,80 ausgeschieden | 16,00 4,00 19,00                | 373,20 98,30 99,30 175,60 (ausgeschieden) |